# هارييت أونيل
هارييت أونيل (بالإنجليزية: Harriet O'Neill)‏ هي محامية وقاضية أمريكية، ولدت في 1950.

## وصلات خارجية
- هارييت أونيل على موقع إن إن دي بي (الإنجليزية)